# Patricia Fernández de Lis
Patricia Fernández de Lis es una periodista y docente especialista en economía, ciencia y tecnología.

## Trayectoria
Se licenció en periodismo por la Universidad Complutense de Madrid (UCM) en 1995. En 2002, recibió la beca German Marshall de jóvenes líderes europeos y, en 2012, fue becada por la Fundación Knight. Durante más de diez años, colaboró en El País y, en 2007, fundó y fue la redactora jefe de la sección de Ciencias del diario Público, de las más extensas de la prensa europea, sección por la cual recibió el premio Prisma 2010 Especial del Jurado de la Casa de las Ciencias de La Coruña.
Desde 2012, dirige la web Materia sobre información de ciencia, tecnología, salud y medio ambiente en castellano, y en 2014, se asoció con El País, donde fue nombrada redactora jefe de Ciencia y Tecnología del diario.
Además de su carrera periodística, es docente del máster en Comunicación de la Ciencia, la Tecnología y el Medio ambiente en la de la Universidad Carlos III de Madrid.

## Reconocimientos
En 2011, la Asociación para el Avance del Pensamiento Crítico (ARP-SAPC) le concedió el premio Mario Bohoslavsky por sus aportaciones a la lucha contra las pseudociencias. En 2019, recibió el premio Concha García Campoy a toda una trayectoria como periodista científica, otorgado por la Academia de las Ciencias y las Artes de Televisión de España.
En 2021, dos de los redactores de Materia, Mariano Zafra y Javier Salas recibieron el premio Ortega y Gasset en la categoría de Mejor cobertura multimedia, por el reportaje que llevaba por título Un salón, un bar y una clase: así contagia el coronavirus en el aire.